# Aeroporto di Badajoz-Talavera La Real
L'aeroporto di Badajoz (in spagnolo: Aeropuerto de Badajoz), (IATA: BJZ, ICAO: LEBZ) è un aeroporto spagnolo civile e militare situato a 13 km a est della città di Badajoz, nella comunità autonoma dell'Estremadura, in Spagna, e ne serve la capitale Mérida,
La struttura ospita, oltre al traffico civile interno, la Base aerea di Talavera La Real, sede dello Stormo Ala 23 dell'Aeronautica Militare spagnola che fornisce i servizi della torre di controllo e dei Vigili del Fuoco.
Nel 2013 l'aeroporto ha visto transitare 29 113 passeggeri e servito 1 414 aeropomobili, in netto calo rispetto al 2012, anno in cui nell'aeroporto transitarono circa 66 000 passeggeri.

## Storia
La storia della attuale struttura comincia durante la guerra civile spagnola, quando viene costruito il campo di volo militare de las Bardocas nei pressi di Badajoz che però, per via della posizione fra i due fiumi Guadiana e Gérova, non poteva essere ampliato negli anni successivi alla guerra; per questo motivo viene costruita la nuova base aerea nelle vicinanze di Talavera La Real, a 14 chilometri da Badajoz. All'inizio del 1951 cominciano i lavori di spianamento per la nuova pista e a dicembre del 1953 la nuova base aerea viene consegnata alla Escuela de Reactores dell'aeronautica spagnola.
Dopo un consistente ampliamento delle strutture aeroportuali, nel settembre 1958 la base comincia a ospitare anche traffico civile interno fino a quando, nel 1976, viene inaugurata la tratta stabile Madrid-Badajoz operata dalla Iberia che si appoggia alle strutture militari per l'accoglienza dei passeggeri.
Nel 1981, per ovviare agli evidenti problemi creati dalla convivenza fra strutture militari e uso civile dell'aeroporto, cominciano i lavori di costruzione di un terminal e di un'area di stazionamento per gli aeromobili dedicati al traffico passeggeri; i lavori terminano nel 1983 sebbene l'utilizzo del nuovo terminal cominci solo nel 1990 con voli diretti per Madrid e Barcellona.
Infine nel 2010 viene ultimato l'ampliamento del nuovo terminal, passato a una superficie di 4 400 metri quadrati, e delle piazzole di stazionamento degli aerei, cresciute a 35 000 metri quadrati.